# Occupazione dell'Araucanía
Con occupazione dell'Araucanía (1861–1883) si fa riferimento ad una serie di campagne militari, accordi diplomatici e invasioni dell'esercito cileno e dei coloni che portò all'incorporazione della Araucanía nel territorio nazionale cileno. Pacificazione dell'Araucanía fu il termine usato dalle autorità cilene per far riferimento a questo processo.

## Storia

### Contesto storico
Gli abitanti indigeni dell'Araucanía, i Mapuche, avevano resistito per oltre 300 anni ai tentativi spagnoli di conquista in quella che oggi è nota come guerra di Arauco. In precedenza avevano anche sconfitto gli Inca. Mentre la loro frontiera con l'impero inca era sul fiume Maule, gli spagnoli riuscirono ad attestarsi lungo il Bío Bío. Quando la guerra di Arauco perse vigore nel XVIII e XIX secolo, i rapporti commerciali iniziarono a svilupparsi ed aumentarono i mestizos lungo le frontiere. Ambrosio O'Higgins ed altre autorità cilene si accordarono con molti capi Mapuche per far terminare le ostilità.
Nel XIX secolo la nuova Repubblica Cilena iniziò un periodo di prosperità economica, dando il via alle vittoriose guerre contro Spagna, Perù e Bolivia. I suoi politici furono anche attratti dalla possibilità di attaccare ancora i Mapuche che saccheggiavano continuamente le terre argentine. La popolazione cilena cresceva velocemente, gli immigrati colonizzarono l'Araucanía nelle vicinanze di Valdivia, Osorno e Llanquihue spingendosi fino allo stretto di Magellano fin dal 1843. Il territorio dell'Araucanía divideva il Cile in due parti rendendo difficili i trasporti e negando al Cile la continuità territoriale, oltre al fatto che nuova terra era richiesta per i nuovi insediamenti. Manuel Montt, presidente del Cile, dichiarò la creazione nel 1852 della provincia di Arauco, incaricata di amministrare i territori posti a sud del Bío-Bío ed a nord del Toltén.

### Il progetto
Nel 1860, sotto alla guida dell'allora presidente cileno José Joaquín Pérez, la proclamazione del Regno di Araucanía e Patagonia fatta da un avvocato francese divenne il pretesto per l'incorporazione formale dell'Araucanía. Seguendo un progetto redatto dal generale Cornelio Saavedra Rodríguez, le autorità implementarono un'invasione militare e culturale stringendo accordi con i capi locali, fondarono nuovi insediamenti e costruirono ferrovie, strade ed altre infrastrutture pubbliche quali scuole ed ospedali.

### Occupazione

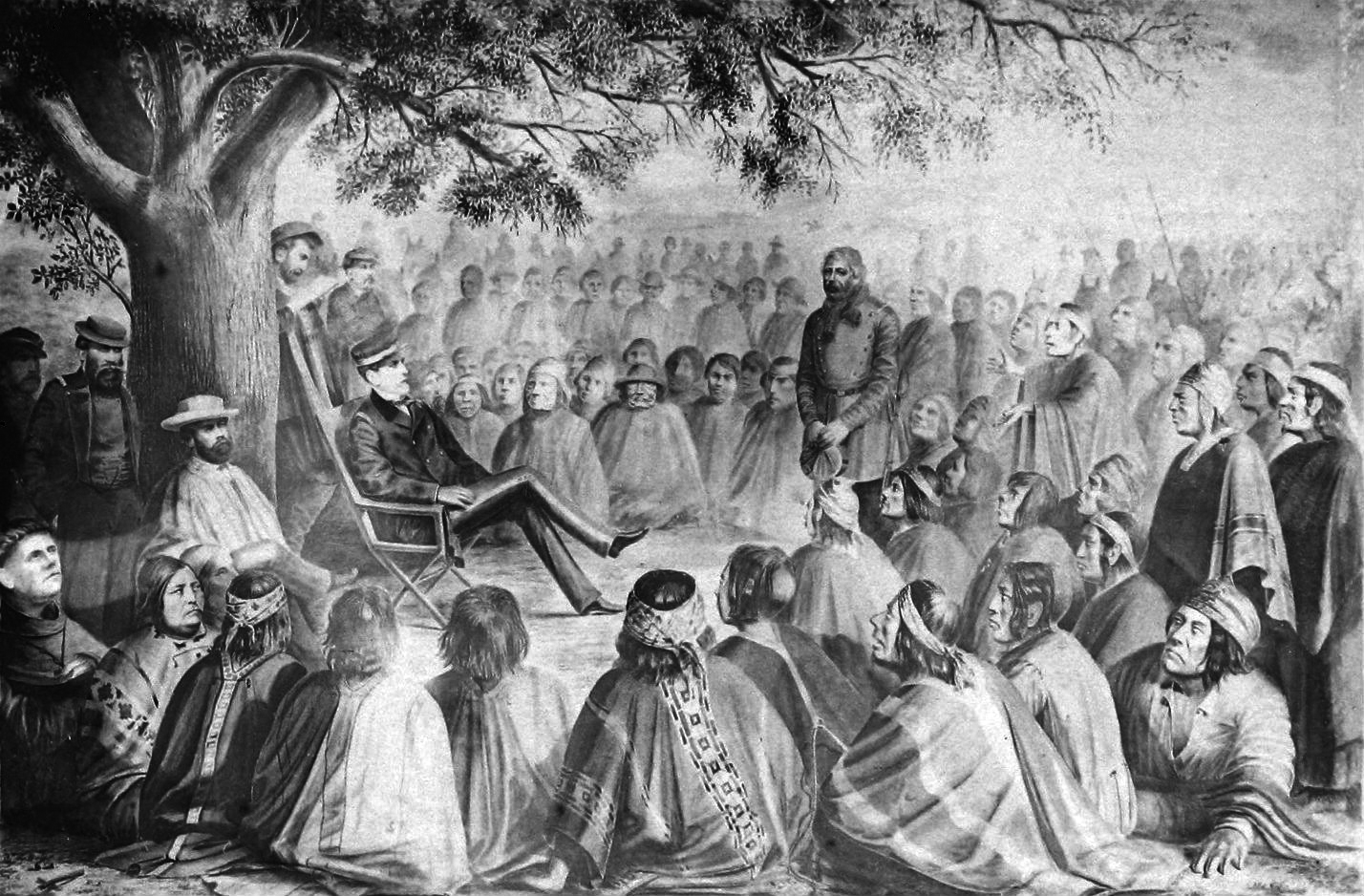
Cornelio Saavedra Rodríguez durante un incontro con i principali lonco dell'Araucania nel 1869

Nel 1862 il generale Saavedra avanzò velocemente fino al fiume Malleco fondandovi la città di Angol, assieme ai forti di Mulchén e Lebu. Da Valdivia nel sud, le truppe avanzarono nella zona del fiume Toltén. Questa prima fase di occupazione fu svolta trovando poca resistenza, ma poco dopo si ribellarono le popolazioni stanziate sul fiume Malleco. Nonostante la rivolta appena scoppiata, nel 1869 fu fondata la città di Purén all'interno del più popoloso centro Mapuche, assicurando le comunicazioni tra Angol e la costa.
Dal 1871 al 1879 a capo dell'occupazione ci fu Basilio Urrutia, che i quel periodo rafforzò il controllo del fiume Malleco. Sulla sponda settentrionale di uel fiume l'esercito stabilì una linea difensiva con 2500 soldati ed un telegrafo tra Angol e Collipulli.
Nel 1879 molte delle truppe del Cile meridionale furono dislocate a nord per combattere Perù e Bolivia. Nel 1880 molte tribù Mapuche ne approfittarono per lanciare una serie di fallimentari attacchi contro i forti cileni.
Dopo la vittoria nella guerra del Pacifico, il governo di Domingo Santa María lanciò una campagna conclusiva per assorbire il cuore della terra Mapuche. Un colonnello, Gregorio Urrutia, fu scelto per comandare la missione. L'antica città spagnola di Villarrica fu rifondata, costruendo anche i forti di Carahue, Lautaro, Pillánlelbu, Temuco, Nueva Imperial e Pucón. Le tribù che abitavano la zona persero il proprio territorio, e circa 10 000 Mapuche furono uccisi nelle schermaglie contro l'esercito. Molti sopravvissuti fuggirono sulle Ande dove si unirono ai Pehuenche e ad altre tribù in fuga dall'Argentina verso est. Alcuni gruppi rimasti di indigeni furono mandati nelle riserve e le loro terre concesse ai coloni cileni e stranieri.

### Conseguenze
L'Araucanía non era completamente pacificata dopo la chiusura delle campagne militari, e rimase pericolosa nonostante gli sforzi del governo centrale. Ancora oggi alcuni gruppi Mapuche che formano la Coordinadora Arauco-Malleco continuano a saccheggiare le hacienda presenti in quella che considerano la loro terra ancestrale. Con la costruzione del viadotto di Malleco alla fine del 1800, la regione divenne più accessibile ed aumentò la colonizzazione europea nel Cile meridionale. L'ultima parte ad essere occupata fu il corso alto del Bío-Bío River e la costa del lago Budi. Nel 1929 il governo cileno aveva dato circa 5000 km² di terra, divisi in oltre 3000 lotti, ai coloni in Araucanía. Nel 1934, 477 operai e Mapuche furono uccisi nel massacro di Ranquil, nell'alto Bio-Bio.
Anche l'esercito argentino condusse la propria campagna di pacificazione della Patagonia, la cosiddetta "Conquista del deserto", che portò alla migrazione dei Mapuche dalla Patagonia al Cile. I Mapuche furono spinti dall'esercito argentino attraverso il passo Mamuil Malal nella valle di Curarrehue, dove si insediarono. In Argentina i restanti indigeni morirono, mentre in Cile furono assimilati nella società cilena.
Le prime unità dei Carabineros de Chile, che nel 1927 sarebbero diventati la polizia e gendarmeria nazionale cilena, furono formate nel 1903 per garantire legge ed ordine nella regione dell'Araucanía.